# Йозеф Масопуст
Йозеф Масопуст е бивш чешки футболист и треньор, играл като атакуващ халф. Определен е за европейски футболист на годината през 1962 г. и е награден със Златната топка. Футболист на годината в Чехословакия през 1966. Посочен е от Чешката футболна асоциация за най-великия футболист в страната за последните 50 години. Определен е от Пеле като
един от 125-те най-велики живи футболисти през 2004 г.
Йозеф е четвъртото от общо шест деца в семейството. Първият отбор, в който играе, е Баник Мост. През 1950, когато Масопуст е на 19 години, Теплице го закупува. През 1952 преминава в Дукла, където играе 16 години (до 1968). Чак тогава преминава в чуждестранен отбор и това е белгийският Кросинг, където остава до 1970.
Печели титлата през 1953, 1956, 1958, 1961, 1962, 1963, 1964 и 1964; купата през 1961, 1965 и 1966. През 1967 е полуфиналист за КЕШ. Има 79 гола в 386 мача в първенствата.
През 1962 г. Масопуст извежда Чехословакия до финал на Световното първенство, но губи от Бразилия с 1:3. Изиграва общо 63 мача за националния отбор в периода 1954 – 1966 и отбелязва 10 гола. Играе и на СП '58. На Европейското първенство през 1960 става трети.
След като приключва с кариерата си на футболист, Масопуст става треньор на Дукла, Збройовка (шампион през 1978), Хаселт (Белгия), на националния отбор (1984 – 87).